# Calamanthus
Calamanthus é um género de ave da família Acanthizidae.

## Taxonomia
O número de espécies presentes neste género e o seu estatuto taxonómico é assunto de debate, havendo propostas de o tornar sinónimo, junto com Hylacola, de Sericornis. No entanto, estudos moleculares apontam para a separação dos três géneros, ou apenas a inclusão de Hylacola em Calamanthus. São reconhecidas desde apenas uma espécie, até quatro ou cinco espécies, com número variável de subespécies.

## Espécies
Estão descritas as seguintes espécies:
- Calamanthus campestris (Gould, 1841)
- Calamanthus cautus (Gould, 1843)
- Calamanthus fuliginosus (Vigors & Horsfield, 1827)
- Calamanthus montanellus Milligan 1903
- Calamanthus pyrrhopygius (Vigors & Horsfield, 1827)